# Condado de Hinsdale (Colorado)
O Condado de Hinsdale é um dos 64 condados do Estado americano do Colorado. A sede do condado é Lake City, e sua maior cidade é Lake City. O condado possui uma área de 2 909 km² (dos quais 14 km² estão cobertos por água), uma população de 790 habitantes, e uma densidade populacional de 0 hab/km² (segundo o censo nacional de 2000). O condado foi fundado em 1874.